# Arcidiecéze Tokio
Arcidiecéze tokijská (latinsky Archidioecesis Tokiensis) je římskokatolická arcidiecéze na území japonské prefektury Čiba se sídlem v Tokiu a katedrálou P. Marie.

## Historie
Dne 27. března 1846 zřídil papež Řehoř XVI. apoštolský vikariát Japonska, a to vyčleněním z apoštolského vikariátu Koreje (dnešní Arcidiecéze soulská). Tento vikariát působil v celém Japonsku a chtěl navázat na zamýšlenou existenci diecéze Funay (Óita). Ta byla zřízena roku 1588 a fakticky zanikla v polovině 17. století.
Roku 1876 byl rozdělen na dva vikariáty, jižní (dnešní Arcidiecéze Nagasaki) a severní. Roku 1891 dostal tento severní vikariát název tokijský, a krátce na to, 15. června 1891, se z něj stala metropolitní arcidiecéze tokijská.